# دوشان‌تپه

دروازه دوشان تپه

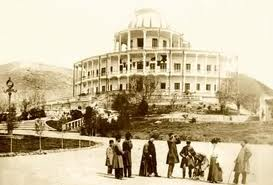
کاخ فرح آباد دوشان تپه، در عصر قاجاریه

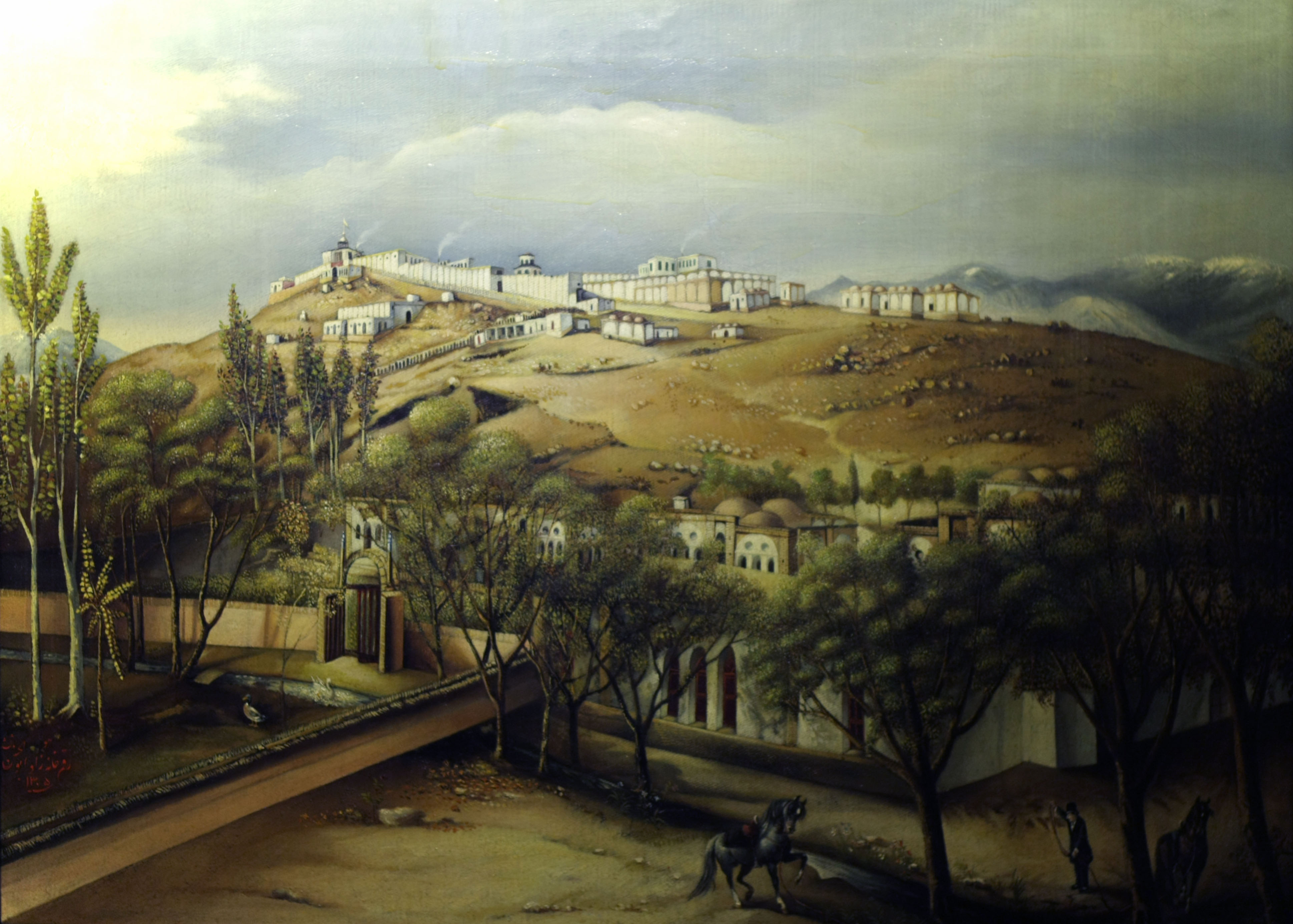
نقاشی کاخ دوشان تپه

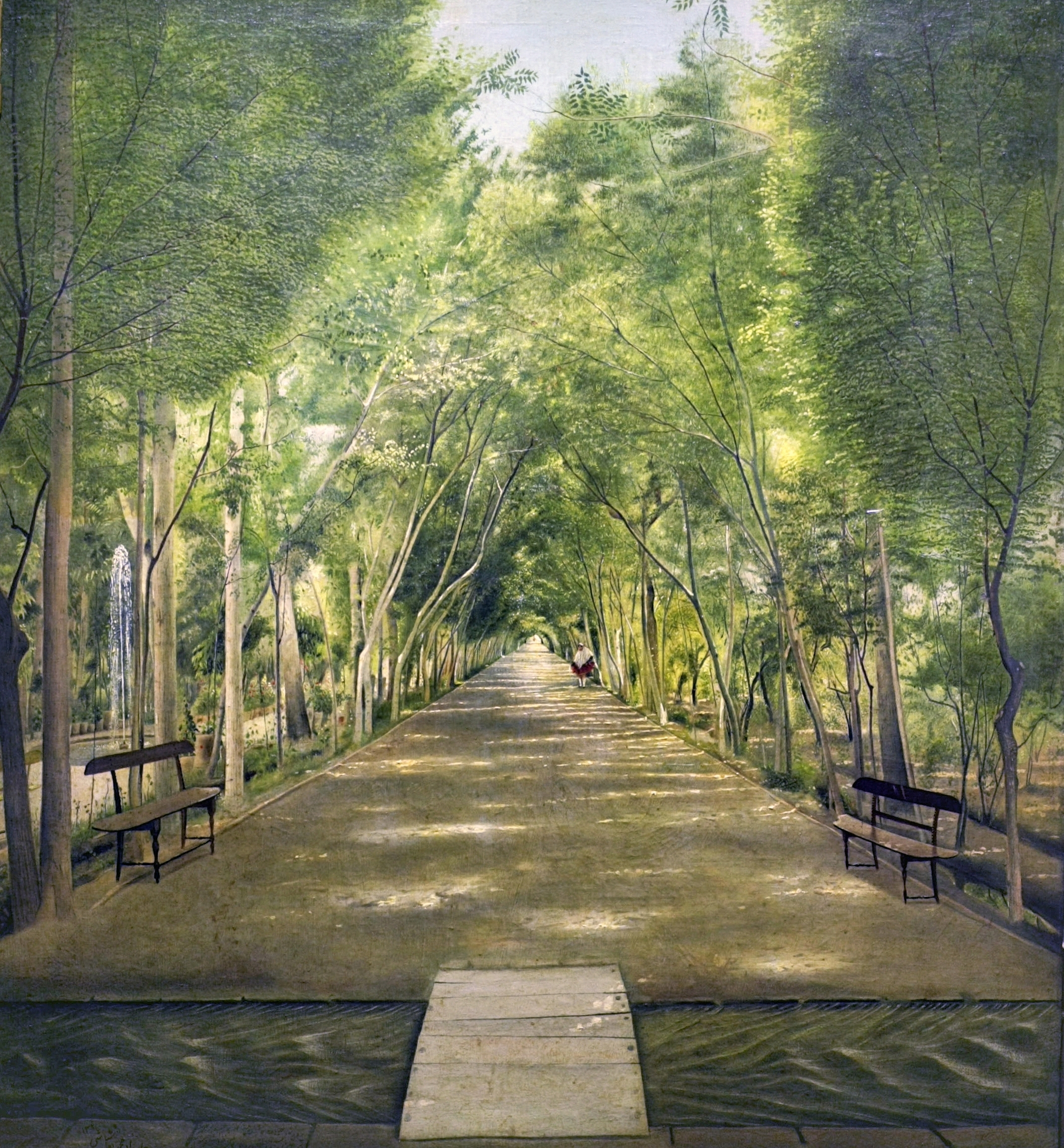
تصویری از دوشان تپه اثر کمال‌الملک

دوْشان‌تپه نام روستایی واقع در شرق تهران بود که در گذشته جزو حومهٔ تهران محسوب می‌شد، امّا در حال حاضر به صورت بخشی از تهران بزرگ درآمده است. یکی از دروازه‌های قدیمی شهر تهران به نام دروازه دوشان‌تپه، به مسیر منتهی به این روستا گشوده می‌شد.

## وجه تسمیه
کلمه دوشان در زبان ترکی آذربایجانی به معنای خرگوش می‌باشد و دلیل این که این محل با نام دوشان تپه خوانده شده به دلیل آن است که گویا در این روستا مرتفع، خرگوش وحشی فراوان بوده‌است. بعدها ناصرالدین شاه این محل را به منظور شکار خرگوش‌ها، قرق می‌کند.

## پیشینه
در زمان ناصرالدین شاه قاجار بعنوان شکارگاه وی در نظر گرفته شده و عمدهٔ شهرت این محل در کتابهای تاریخی، به همین سبب است. همچنین گاهی در این محل مسابقات اسب‌دوانی برگزار می‌شده‌است.

## ابنیه قدیم

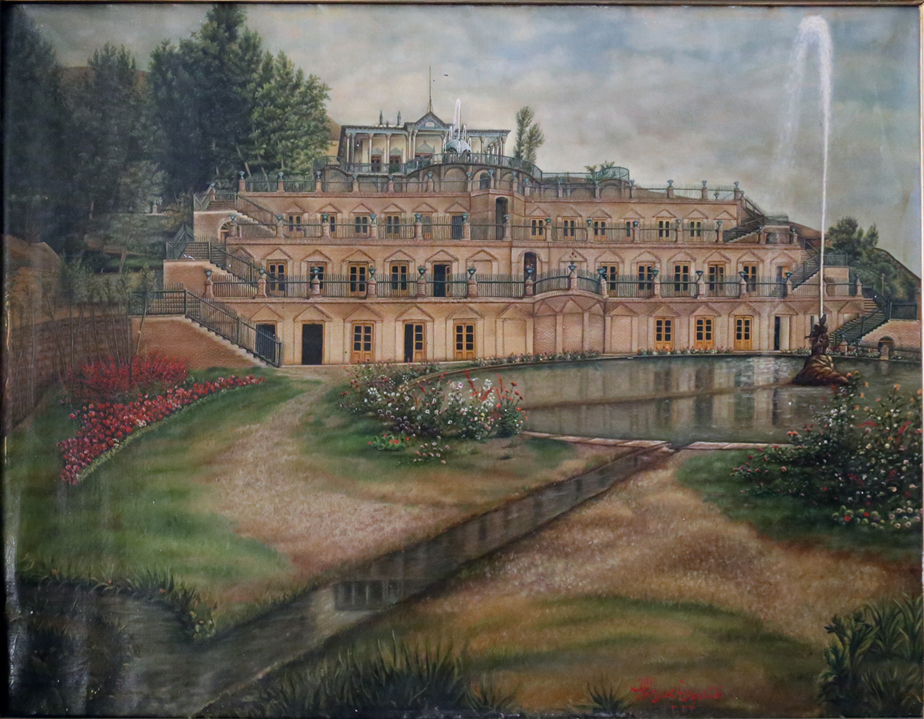
نقاشی دوشان تپه اثر مهدی مصورالملک

ناصرالدین شاه قاجار در دوشان‌تپه یک باغ وحش بنا کرد. این باغ وحش قبل از آن، در محل باغ لاله‌زار قرار داشت و به دستور شاه قاجار، حیوانات و تجهیزات باغ وحش موجود در باغ لاله زار به باغ وحش دوشان تپه انتقال داده شد.
دیگر بنای بسیار مشهور موجود در دوشان تپه، کاخ مشهور فرح آباد است که ناصر نجمی در کتاب «تهران در گذر زمان»، مانند بسیاری دیگر آن را منسوب به مظفرالدین شاه قاجار دانسته‌است. هرچند برخی نیز معتقدند که قدمت این کاخ به مراتب بیشتر نیز هست.
قصر فیروزه یا قصر دوشان‌تپه یکی از کاخ‌های تهران بود که اکنون اثری از آن بر جا نیست.
قصر فیروزه یا قصر دوشان تپه بنایی بود که به دستور ناصرالدین شاه قاجار ساخته شد. معمار این کاخ میرزا مهدی خان شقاقی (ممتحن‌الدوله) بود. این کاخ در دورهٔ پهلوی تخریب شد و به جای آن پایگاه هوایی نظامی ساخته شد.
نباید کاخ فرح‌آباد تهران را با این قصر تخریب‌شده اشتباه گرفت.

## واگذاری به شیر و خورشید سرخ
به درخواست جمعیت شیر و خورشید سرخ ایران، مجلس شورای ملی با تصویب ماده واحده‌ای در ۳۱ فروردین ۱۳۱۰ باغ دوشان‌تپه را در اختیار این جمعیت گذاشت تا در آن شیرخوارگاه و بیمارستان کودکان و مرکزی برای آموزش پرستار کودک تأسیس شود.

## ابنیه جدید
از جمله ابنیه جدیدتری که در دوشان تپه ساخته شده‌اند، می‌توان به فرودگاه نظامی دوشان تپه اشاره نمود که به جای قصرفیروزه در عصر محمدرضاشاه پهلوی بنا شد.